# Allieu Kondewa
Allieu Kondewa (* wohl im Distrikt Bo) ist ein ehemaliger sierra-leonischer Militärkommandeur und war in den 1990er Jahren führender Militär der paramilitärischen Einheiten Kamajors der Civil Defence Forces (CDF) im Bürgerkrieg in Sierra Leone.
Kondewa musste sich wegen Menschenrechtsverletzungen und Kriegsverbrechen vor dem Sondergerichtshof für Sierra Leone verantworten. Sein Prozess begann, gemeinsam mit denen gegen Samuel Hinga Norman und Moinina Fofana am 3. Juni 2004. Am 2. August 2007 wurden Kondewa und Fofana wegen Kriegsverbrechen und Mordes sowie weitere Verbrechen verurteilt. Kondewa erhielten am 9. Oktober 2007 eine Haftstrafe von acht Jahren. In einem Berufungsverfahren wurde die Strafe 2008 auf 20 Jahre mit Verbüßung im Mpanga-Gefängnis in Ruanda erhöht. Er kehrte im Juli 2018 für einen offenen Vollzug nach Bo in Sierra Leone zurück.